# Johann Rudolf Stadler
Johann Rudolf Stadler (* 1605 in Zürich; † 16. Oktober 1637 in Isfahan, Persien) war ein Schweizer Uhrmacher.

## Leben
Johann Rudolf Stadler war der Sohn des Hafners Erhard Stadler. Er erhielt eine Uhrmacherausbildung in seiner Heimatstadt Zürich und ging 1627 als Mitglied der Gesandtschaft seines Onkels Johann Rudolf Schmid von Schwarzenhorn nach Konstantinopel.
In Isfahan war Stadler vier Jahre später der erste Uhrmacher. Schah Safi I. gewährte ihm eine Leibrente, da Stadler exzellente Arbeit leistete. Er wurde 1637 hingerichtet, nachdem er einen königlichen Diener erschossen hatte, der in sein Haus eingedrungen war. Stadler hatte das Angebot einer Begnadigung abgelehnt, da diese mit dem Übertritt zum Islam verbunden war. Für die Kirche galt er deshalb als Märtyrer. Er gehörte der reformierten Kirche an.

## Belege
1. 1 2  Martin Lassner: Johann Rudolf Stadler. In: Historisches Lexikon der Schweiz.  18. Juli 2011.

| Personendaten    | Personendaten                  |
| ---------------- | ------------------------------ |
| NAME             | Stadler, Johann Rudolf         |
| KURZBESCHREIBUNG | Schweizer Uhrmacher            |
| GEBURTSDATUM     | 1605                           |
| GEBURTSORT       | Zürich, Alte Eidgenossenschaft |
| STERBEDATUM      | 16. Oktober 1637               |
| STERBEORT        | Isfahan, Persien               |